# Gerrhosauridae
Famille
Synonymes
- Gerrhosaurinae Fitzinger, 1843
- Zonosaurinae  Lang, 1991

Les Gerrhosauridae sont une famille de sauriens. Elle a été créée par Leopold Fitzinger en 1843.

## Répartition
Les espèces de cette famille se rencontrent en Afrique subsaharienne.

## Description
Ce sont des reptiles dont la taille peut varier entre 10 et 70 cm. Ils sont terrestres voire fouisseurs, insectivores (mais quelques espèces consomment également des végétaux), ovipares, et vivent dans des milieux variés allant de l'aride à l'humide. Quelques espèces sont même semi-aquatiques Zonosaurus maximus par exemple). De nombreuses espèces vivant en milieu aride présentent des membres réduits.

## Liste des genres
Selon The Reptile Database (30 août 2014) :
- Broadleysaurus Bates & Tolley, 2013
- Cordylosaurus Gray, 1866
- Gerrhosaurus Wiegmann, 1828
- Matobosaurus Bates & Tolley, 2013
- Tetradactylus Merrem, 1820
- Tracheloptychus Peters, 1854
- Zonosaurus Boulenger, 1887

## Taxinomie
Certaines classifications définissent deux sous-familles : la sous-famille des Gerrhosaurinae qui comprend les genres Cordylosaurus, Gerrhosaurus et Tetradactylus et la sous-famille des Zonosaurinae qui comprend les genres Tracheloptychus et Zonosaurus

## Publications originales
- Fitzinger, 1843 : Systema Reptilium, fasciculus primus, Amblyglossae. Braumüller et Seidel, Wien, p. 1-106 (texte intégral).
- Lang, 1991 : Generic relationships within Cordyliformes (Reptilia: Squamata). Bulletin de l'Institut Royal des Sciences Naturelles de Belgique : Biologie, vol. 61, p. 121–188.